# Arisaema microspadix
Arisaema microspadix är en kallaväxtart som beskrevs av Adolf Engler. Arisaema microspadix ingår i släktet Arisaema och familjen kallaväxter. Inga underarter finns listade.